# Genolier
Genolier ist eine politische Gemeinde im Distrikt Nyon des Kantons Waadt in der Schweiz.

## Geographie
Genolier liegt auf 547 m ü. M., 6 km nördlich des Bezirkshauptortes Nyon (Luftlinie). Das Dorf erstreckt sich am unteren Jurasüdhang, westlich des Baches Ruisseau d'Oujon, in aussichtsreicher Lage rund 170 m über dem Seespiegel des Genfersees.
Die Fläche des 4,8 km² grossen Gemeindegebiets umfasst einen Abschnitt am unteren Jurasüdhang. Der Gemeindeboden reicht vom Jurafuss nordwärts bis in das Waldgebiet der Côtes de Genolier. Unterhalb von Arzier wird mit 660 m ü. M. der höchste Punkt von Genolier erreicht. Das Gebiet wird von den Bächen Ruisseau d'Oujon und Ruisseau de Montant entwässert, die nach ihrem Zusammenfluss den Namen Ruisseau de Cordex tragen. Im Osten erstreckt sich das Gemeindegebiet in den Bois de Chênes und bis an den Rand des von der Serine gebildeten Tals. Das Waldgebiet Bois de Chênes (1,27 km²) mit seinen moorigen Senken wurde 1961 von der Gemeinde an den Kanton Waadt verpachtet, der ein Naturschutzgebiet errichtete, das auch Forschungszwecken dient (dieser Teil des Waldes ist nicht öffentlich zugänglich). Von der Gemeindefläche entfielen 1997 17 % auf Siedlungen, 33 % auf Wald und Gehölze, 49 % auf Landwirtschaft und etwas weniger als 1 % war unproduktives Land.
Zu Genolier gehören der Weiler La Caisserie (566 m ü. M.) am Ruisseau de Montant, mehrere grosse Einfamilienhausquartiere sowie einige Einzelhöfe. Die Nachbargemeinden von Genolier sind im Westen Givrins, im Norden Arzier-Le Muids, im Osten Vich und im Norden Coinsins.

## Bevölkerung
Mit 2026 Einwohnern (Stand 31. Dezember 2023) gehört Genolier zu den mittelgrossen Gemeinden des Kantons Waadt. Von den Bewohnern sind 72,0 % französischsprachig, 12,6 % deutschsprachig und 9,7 % englischsprachig (Stand 2000). Die Bevölkerungszahl von Genolier belief sich 1850 auf 315 Einwohner, 1900 auf 366 Einwohner. Nach 1970 (387 Einwohner) setzte eine rasante Bevölkerungszunahme mit einer Vervierfachung der Einwohnerzahl innerhalb von 30 Jahren ein.

## Wirtschaft
Genolier war bis ins 20. Jahrhundert ein vorwiegend durch die Landwirtschaft geprägtes Dorf. Mit der Wasserkraft der beiden durch Genolier fliessenden Bäche wurden seit dem ausgehenden Mittelalter Mühlen betrieben. Im 17. Jahrhundert entstand eine Waffenfabrik, im 19. Jahrhundert eine Ölmühle und eine Kistenfabrik. Heute konzentriert sich die Landwirtschaft auf den Ackerbau am Jurafuss, ferner gibt es ein kleineres Weinbaugebiet am Südhang des Clos de Barin. Weitere Arbeitsplätze gibt es im Gewerbe und im Dienstleistungssektor. Seit 1974 ist Genolier Standort der auf Akutmedizin, insbesondere in der Onkologie und Orthopädie spezialisierten Privatklinik Genolier Clinique. In den letzten Jahrzehnten hat sich das Dorf dank seiner attraktiven Lage zu einer Wohngemeinde entwickelt. Zahlreiche Erwerbstätige sind Wegpendler, die vor allem in Nyon und in Genf arbeiten.

## Verkehr
Die Gemeinde liegt zwar abseits grösserer Durchgangsstrassen, ist aber verkehrstechnisch trotzdem gut erschlossen. Die Autobahnanschlüsse Nyon und Gland an der A1 (Genf-Lausanne) sind jeweils rund 5 km vom Ort entfernt. Am 12. Juli 1916 wurde die Eisenbahnlinie von Nyon nach Saint-Cergue in Betrieb genommen. Haltestellen befinden sich in Genolier, im Quartier Châtel und bei der Klinik in La Joy.

## Geschichte
Funde von Überresten einer Giesserei aus der Römerzeit und Gräberfelder aus dem Hochmittelalter deuten auf eine frühe Besiedlung des Gemeindegebietes hin. Die erste urkundliche Erwähnung des Ortes erfolgte 1110 unter dem Namen Genolliacum; später erschienen die Bezeichnungen Genollei (1162), Genollie und 1867 Genollier. 1184 wurde in Genolier ein kleines Priorat gegründet, das sich aber wegen der Nähe zur Zisterzienserabtei Bonmont und zur Kartause von Oujon (bei Arzier) nie richtig entfalten konnte. Das Dorf gehörte teils den Herren von Mont, teils denjenigen von Prangins und gelangte 1528 endgültig an die Herrschaft Prangins.
Mit der Eroberung der Waadt durch Bern im Jahr 1536 kam Genolier unter die Verwaltung der Vogtei Nyon. Nach dem Zusammenbruch des Ancien Régime gehörte Genolier von 1798 bis 1803 während der Helvetik zum Kanton Léman, der anschliessend mit der Inkraftsetzung der Mediationsverfassung im Kanton Waadt aufging. 1798 wurde es dem Bezirk Nyon zugeteilt.

## Sehenswürdigkeiten
Die reformierte Pfarrkirche Notre-Dame wurde 1110 erstmals erwähnt. Der einschiffige Bau vereinigt Stilformen der Romanik und der Gotik. Die Fassadengestaltung stammt von 1526. Auf dem Dorfplatz steht ein Brunnen von 1832. Im Ortskern sind einige typische Bauernhäuser des 18. und 19. Jahrhunderts erhalten.

## Persönlichkeiten
2004 starb in Genolier der Schauspieler Sir Peter Ustinov im Alter von 82 Jahren. Ebenfalls in Genolier verstorben ist der Wissenschaftstheoretiker Paul Feyerabend im Jahr 1994 sowie die Schauspielerin Marie Laforêt im Jahr 2019.
2018 zog die Sängerin der schwedischen Popgruppe ABBA, Anni-Frid Lyngstad, nach Genolier, nachdem sie mehrere Jahre in Zermatt gelebt hatte.